# Список знаменосцев Островов Кука на Олимпийских играх
Это список знаменосцев, которые представляли Острова Кука на Олимпийских играх.
Знаменосцы несут национальный флаг своей страны на церемонии открытия Олимпийских игр.
| # | Год, Место          | Сезон | Имя Фамилия            | Вид спорта                  |
| - | ------------------- | ----- | ---------------------- | --------------------------- |
| 1 | 1996 Атланта        | Лето  | Сэм Нунуке Пера        | Тяжёлая атлетика            |
| 2 | 2000 Сидней         | Лето  | Турия Вогель           | Парусный спорт              |
| 3 | 2004 Афины          | Лето  | Сэм Нунуке Пера        | Тяжёлая атлетика            |
| 4 | 2008 Пекин          | Лето  | Сэм Пера               | Тяжёлая атлетика            |
| 5 | 2012 Лондон         | Лето  | Хелема Уильямс         | Парусный спорт              |
| 6 | 2016 Рио-де-Жанейро | Лето  | Элла Николас           | Гребля на байдарках и каноэ |
| 7 | 2020 Токио          | Лето  | Уэсли Робертс          | Плавание                    |
| 7 | 2020 Токио          | Лето  | Кирстен Фишер-Марстерс | Плавание                    |